# Мародасейнов, Рахматусайн
Рахматусайн Мародасейнов (тадж. Раҳматҳусейн Мародасейнов, 10 апреля 1937, Хорог, Горно-Бадахшанская автономная область, Таджикская ССР, СССР — 18 февраля 2009, Хорог, Горно-Бадахшанская автономная область, Республика Таджикистан) — советский, таджикский композитор-мелодист, руководитель оркестра, концертмейстер и дирижёр Государственного музыкально-драматического театра имени А. Рудаки в Хороге на Памире. Член КПСС с 1965 года.

## Биография
Родился 10 апреля 1937 года в Хороге ГБАО Таджикской ССР в семье Курбонасейнова Мародасейна (1897—1963):

…известен в истории по списку именитых учеников русско-туземной (1-й светской) школы на Памире, созданной Памирским отрядом Туркестанского военного округа Русской императорской армии в начале XX века: «В рапорте от 2 января 1910 года подполковник А. В. Муханов (начальник Памирского отряда, уездный начальник Памира (1908—1912)) писал: „С минувшей осени на базарчике в Хороге в специально отстроенном помещении открыта школа для детей туземцев. <…> Лучшими учениками этой школы были Шириншо Шотемуров, Азизбек Наврузбеков, Сайфулло Абдуллоев, Карамхудо Ельчибеков, Мародусейн Курбонусейнов“. <…> В рапорте от 15 октября 1912 года капитан Шпилько (1912—1914) писал: „Обходительное обращение с детьми, хорошее питание и новизна школьной обстановки, очевидно, нравилось таджикам: школа стала пользоваться хорошей репутацией и желающих отправить своих детей в школу находилось достаточно“».— 
Детство и ранняя молодость Рахматусайна прошли в городе Хороге, и в этот период жизни его родной дядя Наврузшо Курбонасейнов воспитывал его с ранних лет и привил ему любовь к музыке. Учил его играть на традиционных музыкальных инструментах, таких как рубаб, танбур (трёхструнный музыкальный инструмент с грушевидной формой корпуса и длинной шейкой), ситар (музыкальный инструмент типа лютни), най (духовой музыкальный инструмент). Учился он в 7-летней школе им. Кирова, «был активным участником во всех школьных общественных культурно-массовых, просветительских мероприятиях, и нередко руководство школы поручало ему руководить ими». В 15 лет он уже становится общепризнанным музыкантом и певцом у себя в городе, где ни один праздник не обходится без его участия. В начале 1950-х гг. он становится музыкантом «Памирского ансамбля песни и пляски», где он начинает сочинять для певцов ансамбля разные мелодии, заслужившие в то время высокую оценку.
Свою трудовую деятельность он начинает в 1955 году в областном Музыкально-драматическом театре имени Рудаки как солист национального оркестра народных инструментов. Далее продолжит работу руководителем группы исполнителей народных песен в оркестре, концертмейстером. За всё время творческой деятельности он создаст более 150 музыкальных творений — песен, вокальных и инструментальных мелодий для оркестровых групп и плясок. В число созданных им лучших песен входят «Дӯстонро гум макун» («Не теряй друзей», автор М. Турсун-заде), «Талқини ҳусн» («Толкование изящества», автор Т. Пулоди), «Майсазор» («Лужайка», автор Т. Пулоди); «Чунин бахту чунин шоди» («Такое счастье и такая радость», автор Х. Джура); «Туро ман дӯст медорам» («Я тебя люблю», автор Л. Шерали); «Анбарафшон» («Благовонный», автор А. Шукухи); «Тори ман» («Мой тар», автор Г. Сафиева); «Тоҷикистон» («Таджикистан», автор Х. Хайдаршо); «Нола кунам» («Страдаю я»); «Гулдухтарони тоҷик» («Цветущие таджикские девушки», автор М. Хайдаршо); «Пушаймони» («Сожаления», автор А. Гуломхайдарова) и другие.
Рахматусайн Мародасейнов не только писал музыку для песен, но ещё выступал автором множества драматических и комедийных музыкальных произведений, пьес, создавал музыкальное оформление театральных представлений, например, спектаклей «Модар нигарон буд» («Мать ожидала», автор Ф. Ансорӣ), «Қиссаи Зайнаббибӣ» («Предание Зайнаббиби», автор С. Саидмуродов).
В период творческой работы он руководил оркестром Государственного музыкально-драматического театра им. А. Рудаки (ныне имени Мехрубона Назарова) и в 1975 году был признан достойным почётного звания «Заслуженный работник культуры Таджикской ССР». Неоднократно награждался почётными государственными и ведомственными грамотами, благодарностями, а также знаками отличия Таджикской ССР и Республики Таджикистан.
В 2002—2007 гг. работал одновременно при отделе культуры Исполнительного комитета Горно-Бадахшанской автономной области в музыкальном коллективе «Навои Бадахшон», где также создал более 20 значимых сочинений.
Мародасейнов Рахматусайн более 50 лет своей творческой деятельности посвятил Государственному музыкально-драматическому театру им. А. Рудаки. Скончался 18 февраля 2009 года в городе Хороге Горно-Бадахшанской автономной области Республики Таджикистан.

## Общественная деятельность
- член профсоюза (с 1955 г.),
- член КПСС (с 1965 г.)[4].

## Награды
- «Заслуженный работник культуры Таджикской ССР» (1975 г.[8] «с вручением грамоты Президиума Верховного Совета Таджикской ССР и нагрудным знаком»)[1][3][4],
- Награждён «почётными государственными и ведомственными грамотами, благодарностями, а также знаками отличия Таджикской ССР и Республики Таджикистан»[1][2][3][4][5][6].

### Комментарии
1. ↑  «…будущий знаменитый советский, таджикский певец, актёр, музыкант, композитор, Народный певец (гафиз) Таджикской ССР» [1].
2. ↑  «…песня звучала со сцен таких столиц как Анкара, Варшава, Рига, Бомбей, Кабул и других крупных городов мира…»[4].
3. ↑  В Энциклопедии таджикской литературы и искусства 1989 года приведён список награждённых почётным званием «Заслуженный  работник культуры Таджикской ССР» на таджикском языке за 1975: «В. Ф. Акимов, М. И. Жгутов, Х. Каримов, Р. Мародасенов, Ш. Ниёзӣ, Ҳ. Қ. Хоҷаев, Қ. М. Шоискандаров, Ғ. Қаландаров»[8].